# Phthiria conspicua
Phthiria conspicua är en tvåvingeart som beskrevs av Friedrich Hermann Loew 1846. Phthiria conspicua ingår i släktet Phthiria och familjen svävflugor. Inga underarter finns listade i Catalogue of Life.